# ブロンテ姉妹 (映画)
『ブロンテ姉妹』（ブロンテしまい、フランス語原題：Les Sœurs Brontë）は、1979年のフランスの伝記映画。
監督はアンドレ・テシネ、出演はイザベル・アジャーニ、マリー＝フランス・ピジェ、イザベル・ユペールなど。
19世紀イギリスの小説家ブロンテ3姉妹（シャーロット、エミリー、アン）の生涯を史実に忠実に描いている。ただし、台詞は全てフランス語である。

## ストーリー
物語の開始時点でブロンテ家の長女マリアと次女エリザベスは既に亡くなっており、2人の妹であるシャーロット、エミリー、アンの3姉妹が教師になっている（エミリーは教師を辞めて家事手伝い）。シャーロットは野薔薇を愛でるが、エミリーはその側の柊を愛でた。その後、シャーロットがカラー・ベルという男性の筆名で出した『ジェイン・エア』がロンドンで出版され大評判をとる。次いでエミリーとアンの作品も出版され話題を呼ぶが、女性の権利が認められない時代のため、混乱も招く。
唯一の男兄弟であるブランウェルは、家庭教師をしていた少年の母親である人妻リディア・ロビンソンとの恋に破れ、自暴自棄になった末に衰弱死する。さらにエミリーとアンが病で相次いで亡くなり、一人残ったシャーロットが流行作家となり、結婚したシャーロットはふとその淋しさが胸を打つ。ブランウェル、エミリー、アンを偲ぶところで映画は幕を閉じる。

## キャスト
- エミリー・ブロンテ: イザベル・アジャーニ
- シャーロット・ブロンテ: マリー＝フランス・ピジェ
- アン・ブロンテ: イザベル・ユペール
- ブランウェル・ブロンテ（英語版）: パスカル・グレゴリー
- ブロンテ牧師（英語版）: パトリック・マギー - ブロンテ姉妹の父。
- リディア・ロビンソン: エレーヌ・シュルジェール（フランス語版）
- アーサー・ニコルズ: ロラン・ベルタン（フランス語版） - 牧師補。シャーロットの夫。
- エリザベス・ブランウェル: アリス・サプリッチ（フランス語版） - ブロンテ姉妹の伯母。
- エジェ氏: グザヴィエ・ドゥプラ（フランス語版） - ブリュッセルの寄宿学校の校長。シャーロットの片想いの相手。
- ロビンソン氏: アドリアン・ブリン（フランス語版） - リディアの夫。
- レイランド: ジャン・ソレル - ブランウェルが敬愛している彫刻家で友人。
- ウィリアム・メイクピース・サッカレー: ロラン・バルト - 高名な作家。

## 音楽
フィリップ・サルドはオリジナル・スコアは作曲せず、シューマンやショパンなどのクラシックの楽曲を編曲している。終盤のオペラ鑑賞の場面では、ロッシーニのオペラ・セリア『タンクレーディ』の序曲が流れるが、当時レコードがリリースされて間もないネヴィル・マリナー指揮『ロッシーニ序曲集』からの音源を借用している。

## トリビア
19世紀イギリスの作家ウィリアム・メイクピース・サッカレーを演じているロラン・バルトは俳優ではなく、フランスの著名な哲学者で批評家である。これはバルトが唯一俳優として映画出演した貴重な作品となった。